# Salvia jaramilloi
Salvia jaramilloi là một loài thực vật có hoa trong họ Hoa môi. Loài này được Fern.Alonso mô tả khoa học đầu tiên năm 2003.